# Veeremäe
Koordinaten: 58° 28′ N, 22° 3′ O

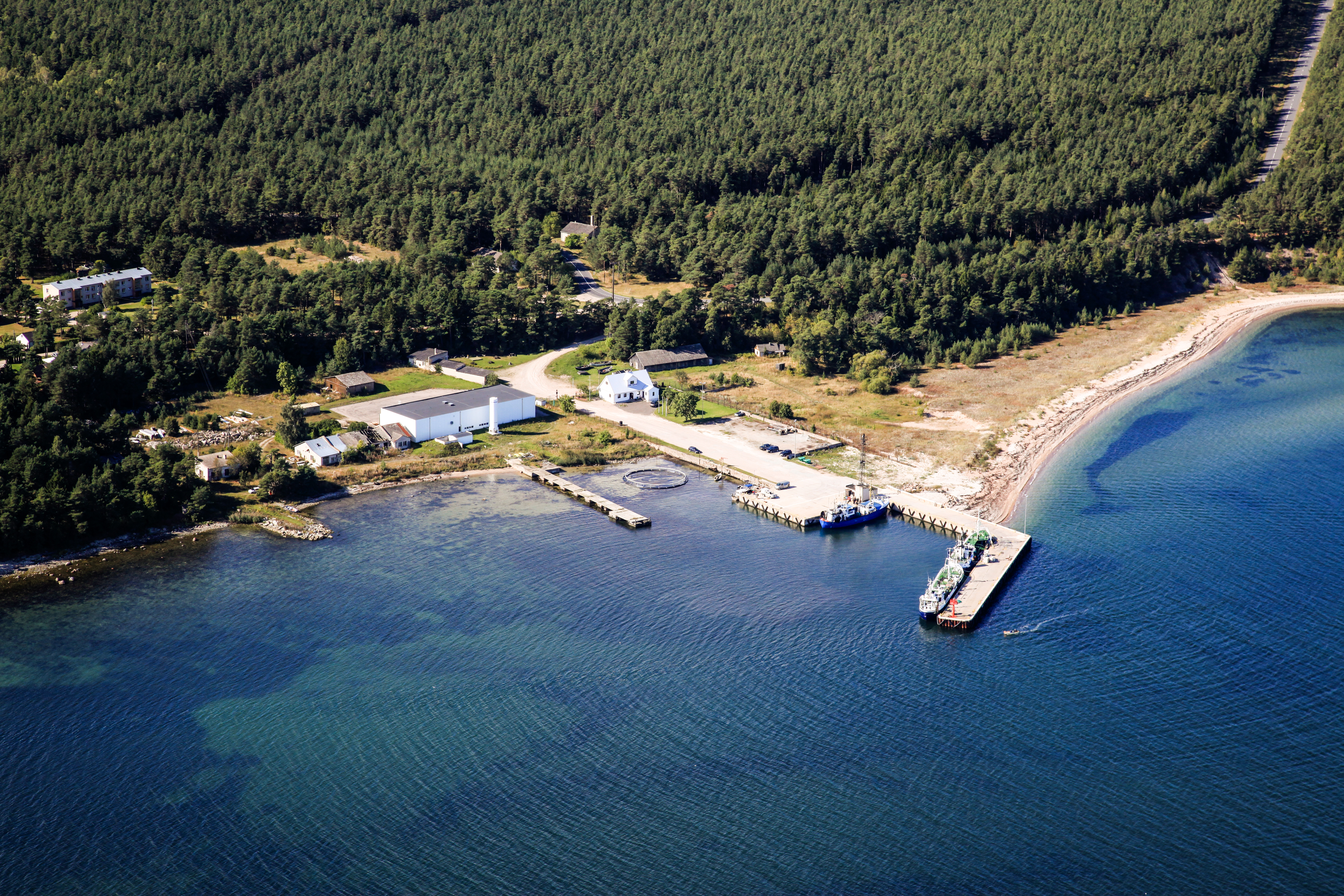
Hafen von Veeremäe

Veeremäe ist ein Dorf (estnisch küla) auf der größten estnischen Insel Saaremaa. Es gehört zur Landgemeinde Saaremaa (bis 2017: Landgemeinde Kihelkonna) im Kreis Saare. Bis zur Neugründung der Landgemeinde Saaremaa hieß der Ort „Veere“ und wurde umbenannt, um sich von Veere zu unterscheiden, da beide nun in derselben Landgemeinde liegen.

## Einwohnerschaft und Lage
Das Dorf hat zwanzig Einwohner (Stand 31. Dezember 2011). Es liegt 35 Kilometer nordwestlich der Inselhauptstadt Kuressaare an der Ostküste der Halbinsel Tagamõisa.
Die Steilhänge nördlich und südlich des Dorfkerns bieten einen weiten Blick über die Buch Tagalaht. Der Ort bietet im Sommer gute Bademöglichkeiten.

## Hafen
Zwischen 1960 und 1963 wurde in Veeremäe ein kleiner Fischereihafen errichtet. Er ist auch im Winter eisfrei. Heute können neben Fischerboote auch Motorboote, Yachten und kleine Segelschiffe den Hafen anlaufen.